# ZA-105
La ZA-105 es una carretera autonómica perteneciente a la Red Complementaria Preferente de carreteras de la Junta de Castilla y León. El inicio de esta carretera está en el punto kilométrico 32,250 de la carretera N-525, a la altura de Camarzana de Tera, y acaba en carretera N-631, en el punto kilométrico 36,350, en las proximidades de la localidad de Ferreras de Abajo. La longitud de esta carretera es de 10,3 km.
La carretera consta de una sola calzada, con un carril para cada sentido de circulación y tiene un ancho de plataforma de 7 metros. Su limitación de velocidad es de 90 km/h, al igual que el resto de carreteras autonómicas.

## Nomenclatura[2]
Hasta 2002, la ZA-105 estaba integrada por la carretera provincial   ZA-P-1508 , que no se corresponde con la carretera que actualmente posee esta denominación, que une Santa Marta de Tera con la   ZA-P-1509 , que atraviesa Santa Croya de Tera y Villanueva de las Peras.

## Localidades de paso
- Pumarejo de Tera

## Tramos

### Situación actual
| Tramo                     | PK Inicio | PK Final | Longitud | Sección actual |
| ------------------------- | --------- | -------- | -------- | -------------- |
| Camarzana de Tera - N-631 | 0,000     | 10,300   | 10,300   | 7/10           |

### Actuaciones previstas en el Plan Regional Sectorial de Carreteras 2008-2020 de la Junta de Castilla y León[1]
| Tramo                                                                  | PK Inicio | PK Final | Longitud | Actuación | Sección final | Valoración Mill. € | Sección inicial | Estado de la Actuación          |
| ---------------------------------------------------------------------- | --------- | -------- | -------- | --------- | ------------- | ------------------ | --------------- | ------------------------------- |
| Camarzana de Tera - N-631                                              | 0,000     | 10,300   | 10,300   | Refuerzo  | 7/10          | 0,93               | 6/10            | En servicio (2007)              |
| Mejora de la seguridad vial entre Camarzana de Tera y Pumarejo de Tera | 0,000     | 3,000    | 3,000    | Mejora    | 7/10          | 0,41               | 7/10            | En servicio (noviembre de 2012) |

## Trazado
La carretera ZA-105 comienza en el punto kilométrico 32,250 de la N-525, en la localidad de Camarzana de Tera. Desde aquí, la carretera se dirige hacia el sur y, posteriormente, tras pasar el puente sobre el río Tera, llega al cruce con la ZA-P-2547, que enlaza con Pumarejo de Tera y todos los demás pueblos situados en el margen derecho del río Tera. Tras pasar esta localidad, la carretera continúa uniendo con la ZA-L-2562, que une con Melgar de Tera, y llega al tramo de obras donde se está construyendo la nueva Línea de Alta Velocidad Olmedo-Zamora-Galicia. Tras pasar dicho tramo, la carretera finaliza en el cruce con la N-631, que une Zamora con Puebla de Sanabria, y con la carretera que enlaza con Ferreras de Abajo.

## Cruces
| Camarzana de Tera ( N-525 ) - N-631 | Camarzana de Tera ( N-525 ) - N-631 | Camarzana de Tera ( N-525 ) - N-631   | Camarzana de Tera ( N-525 ) - N-631   | Camarzana de Tera ( N-525 ) - N-631                                           | Camarzana de Tera ( N-525 ) - N-631                                           | Camarzana de Tera ( N-525 ) - N-631     | Camarzana de Tera ( N-525 ) - N-631     | Camarzana de Tera ( N-525 ) - N-631 |
| Esquema                             | PK                                  | Sentido Ferreras de Abajo (creciente) | Sentido Ferreras de Abajo (creciente) | Sentido Ferreras de Abajo (creciente)                                         | Sentido Camarzana de Tera (decreciente)                                       | Sentido Camarzana de Tera (decreciente) | Sentido Camarzana de Tera (decreciente) | Notas                               |
| Esquema                             | PK                                  | Velocidad                             | Elemento                              | Salida                                                                        | Salida                                                                        | Elemento                                | Velocidad                               | Notas                               |
| ----------------------------------- | ----------------------------------- | ------------------------------------- | ------------------------------------- | ----------------------------------------------------------------------------- | ----------------------------------------------------------------------------- | --------------------------------------- | --------------------------------------- | ----------------------------------- |
|                                     | 0,000                               |                                       |                                       | ZA-105 Pumarejo de Tera Ferreras de Abajo N-631                               | N-525 Benavente Puebla de Sanabria                                            |                                         |                                         |                                     |
|                                     | 0,250                               |                                       |                                       | CAMARZANA DE TERA                                                             | CAMARZANA DE TERA                                                             |                                         |                                         |                                     |
|                                     | 0,700                               |                                       |                                       | Camino                                                                        | Camino                                                                        |                                         |                                         |                                     |
|                                     | 0,800                               |                                       | ↑1 km↑                                | COMIENZO TRAMO CURVAS PELIGROSAS                                              | FIN TRAMO CURVAS PELIGROSAS                                                   |                                         |                                         |                                     |
|                                     | 1,020                               |                                       |                                       | Gravera                                                                       |                                                                               |                                         |                                         |                                     |
|                                     | 1,250                               |                                       |                                       | Camino Cambio de sentido                                                      | Camino Cambio de sentido                                                      |                                         |                                         |                                     |
|                                     | 1,400                               |                                       |                                       | Río Tera                                                                      | Río Tera                                                                      |                                         |                                         |                                     |
|                                     | 2,200                               |                                       |                                       | FIN TRAMO CURVAS PELIGROSAS                                                   | COMIENZO TRAMO CURVAS PELIGROSAS                                              | ↑1 km↑                                  |                                         |                                     |
|                                     | 2,400                               |                                       |                                       | ZA-P-2547 Pumarejo de Tera - Melgar de Tera Calzadilla de Tera - Vega de Tera | ZA-P-2547 Pumarejo de Tera - Melgar de Tera Calzadilla de Tera - Vega de Tera |                                         |                                         |                                     |
|                                     | 2,800                               |                                       | ↑500 m↑                               | COMIENZO TRAMO CURVAS PELIGROSAS                                              | FIN TRAMO CURVAS PELIGROSAS                                                   |                                         |                                         |                                     |
|                                     | 2,900                               |                                       |                                       | Pumarejo de Tera                                                              | Pumarejo de Tera                                                              |                                         |                                         |                                     |
|                                     | 3,300                               |                                       |                                       | FIN TRAMO CURVAS PELIGROSAS                                                   | COMIENZO TRAMO CURVAS PELIGROSAS                                              | ↑500 m↑                                 |                                         |                                     |
|                                     | 6,400                               |                                       |                                       | ZA-L-2562 Melgar de Tera                                                      | ZA-L-2562 Melgar de Tera                                                      |                                         |                                         |                                     |
|                                     | 7,200                               |                                       |                                       | CRUCE DE GANADO                                                               | CRUCE DE GANADO                                                               |                                         |                                         |                                     |
|                                     | 9,600                               |                                       |                                       | L.A.V. Olmedo-Zamora-Galicia                                                  | L.A.V. Olmedo-Zamora-Galicia                                                  |                                         |                                         |                                     |
|                                     | 10,400                              |                                       |                                       | Ferreras de Abajo N-631 Puebla de Sanabria - Orense Tábara - Zamora           | ZA-105 Pumarejo de Tera Camarzana de Tera N-525 A-52                          |                                         |                                         |                                     |